# Sauerland-Netz
Als Sauerland-Netz wird eine Gruppe von Linien des Schienenpersonennahverkehrs im Sauerland bezeichnet, die vom zuständigen ÖPNV-Aufgabenträger zusammen ausgeschrieben und vergeben wurden. Hierzu zählen folgende Linien:
- RE 17 Sauerland-Express (Hagen – Bestwig – Brilon Stadt),
- RB 43 Emschertal-Bahn (Dortmund – Dorsten),
- RB 52 Volmetal-Bahn (Dortmund – Hagen – Lüdenscheid),
- RB 53 Ardey-Bahn (Dortmund – Schwerte – Iserlohn),
- RB 54 Hönnetal-Bahn (Unna – Fröndenberg – Menden – Neuenrade),
- RE 57 Dortmund-Sauerland-Express (Dortmund – Bestwig – Winterberg / Warburg).

Im Dezember 2004 übernahm die DB Regio NRW den Betrieb der RB 52 von der Dortmund-Märkischen Eisenbahn. Die RB 53, RB 54 und RE 57 wurden schon vorher von der DB Regio NRW gefahren.
Den Betrieb der RB 43 hat die DB Regio NRW im Dezember 2015 von der NordWestBahn übernommen.
Mit der Vergabe des Betriebs ab Dezember 2016 ist auch die Linie RE 17 Teil des Sauerland-Netzes.
Die Eisenbahnen im Sauerland bildeten demgegenüber ein wesentlich umfangreicheres Netz.

## Ausschreibungen
Am 9. Oktober 2012 veröffentlichte der Zweckverband Nahverkehr Westfalen-Lippe (NWL) im EU-Amtsblatt die Ausschreibung für den Betrieb des SPNV auf dem Sauerland-Netz für den Verkehr von Dezember 2016 bis Dezember 2028, das die Linien RE 17 und 57 sowie RB 43, 52, 53 und 54 umfasst. Einige der geforderten Verbesserungen sollen mehr Platz für Fahrräder, mehr Zugbegleiter, Automaten in den Bahnen statt an den Bahnsteigen sowie verbesserte Anschlüsse in Menden (nach Dortmund) und in Schwerte (nach Münster) sein. Die Züge sollen behindertengerecht sein, Einstiegshöhen wie beim Sauerland-Express von teils 1,20 Meter der Vergangenheit angehören. Der Verkehrsvertrag umfasst 5,6 Millionen Zugkilometer im Jahr, bei 9 bis 10 Euro pro Zugkilometer handelt es sich also um ein Auftragsvolumen von circa 50 bis 55 Millionen Euro pro Jahr. Weil das Netz über 12 Jahre vergeben werde, gehe es insgesamt um mehr als 600 Millionen Euro.
Der NWL gibt an, die Fahrzeug-Finanzierung über günstige Kommunalkredite anzubieten, außerdem würden den drei besten unterlegenen Bietern Ausschreibungskosten von bis zu 100.000 Euro erstattet.
Wegen des großen Erfolges des Ruhrtal-Radwegs soll der RE 17 (wie schon zuvor der RE 57) mehr Platz für Fahrräder bekommen. Zudem verlangt der NWL für die Regionalexpresse auf der Oberen Ruhrtalbahn künftig Züge, die 140 km/h schnell sind. So könne sich die Fahrzeit nach Schwerte verkürzen, was den Anschluss nach Münster ermöglicht. Eine Umstellung des Fahrplans soll auch in Fröndenberg den schnellen Anschluss von Neuenrade und Menden nach Dortmund sicherstellen. Das derzeitige Angebot soll erhalten bleiben. Das gelte auch für den Fahrkartenverkauf an DB-Schaltern und durch DB-Agenturen. Allerdings sollen die Automaten ab Ende 2016 in den Zügen stehen und nicht mehr an den Bahnsteigen, um damit Vandalismus-Schäden zu verhindern.
Nach 19 Uhr sollen alle Züge mit Zugbegleitern besetzt sein, dadurch würde insgesamt mehr Personal in den Zügen eingesetzt werden.
Der Zuschlag der Gesamtausschreibung ging an DB Regio, eingesetzt werden sollen Dieseltriebwagen vom Typ Link (II bzw. III) des polnischen Herstellers PESA. Auf der RB 43 konnte dies zum Fahrplanwechsel im Dezember 2015 jedoch nicht erfolgen, stattdessen wurden Gebrauchtfahrzeuge der Baureihe 628 eingesetzt. Die Neufahrzeuge sollten Ende 2016 eingesetzt werden. Da die Neufahrzeuge auf allen Strecken zum geplanten Termin Ende 2016 noch nicht bereitstanden, plante DB Regio mit unterschiedlichen Ersatzfahrzeugen.
Die Neufahrzeuge des Typs PESA LINK werden nun für die Jahre 2018 bzw. 2019 erwartet.

## Aktueller Fahrzeugeinsatz
Der bestehende Fahrplan wurde weitestgehend beibehalten. Die DB Regio NRW beschaffte für den Betrieb auf dem Sauerland-Netz 21 neue Triebzüge vom Typ LINT 41, die von Alstom hergestellt werden. Damit wurden ältere Fahrzeuge wie etwa VT 628 oder VT 643 der Deutschen Bahn abgelöst. Daneben waren Fahrzeuge der Baureihe 612 und 644 im Einsatz. Seit 2018 ist der Hauptteil vom Sauerlandnetz mit den ursprünglich vorgesehenen PESA Link Triebzügen Baureihe 632 und 633 bestückt und seit Fahrplanwechsel 2021/2022 sind ausschließlich die Triebzüge des polnischen Herstellers anzutreffen. Lediglich als Reserve-Fahrzeuge werden die alten Züge des Typ Talent vorgehalten.

## RE 17 – Sauerland-Express
| RE 17: Sauerland-Express | RE 17: Sauerland-Express |
| ------------------------ | ------------------------ |
| Kursbuchstrecke (DB):    | 430, 435                 |
|                          |                          |
| Verkehrsunternehmen:     | DB Regio NRW             |
| Bundesland:              | Nordrhein-Westfalen      |

Der Sauerland-Express ist eine Regional-Express-Linie im Schienenpersonennahverkehr von Nordrhein-Westfalen, die von Hagen nach Brilon und vor 07:30 nach Warburg (Westf.) verkehrt. Die Verbindung wird von VRR und NWL bestellt und durch DB Regio NRW betrieben.
Mit der Vergabe des Betriebs ab Dezember 2016 ist die Linie Teil des Sauerland-Netzes. Zuvor wurde die Linie im Rahmen von direktvergebenen großen Verkehrsverträgen bei DB Regio bestellt.

## RB 43 – Emschertal-Bahn
| Kursbuchstrecke (DB): | 426                 |                                                     |                                                     |
| Streckenlänge: | 52,1 km             |                                                     |                                                     |
| Streckengeschwindigkeit: | 100 km/h            |                                                     |                                                     |
| |                     |                                                     |                                                     |
| Verkehrsunternehmen: | DB Regio NRW        |                                                     |                                                     |
| Bundesland: | Nordrhein-Westfalen |                                                     |                                                     |
| Zuglauf |                     |                                                     |                                                     |
| \| \| \| Dortmund Hbf S+U \| \| \| \| Dortmund-Huckarde Nord (U47 Huckarde Bushof) \| \| \| \| Dortmund-Rahm \| \| \| \| Dortmund-Kirchlinde/Marten \| \| \| \| Dortmund-Lütgendortmund Nord \| \| \| \| Dortmund-Bövinghausen \| \| \| \| Castrop-Rauxel-Merklinde \| \| \| \| Castrop-Rauxel Süd \| \| \| \| Herne-Börnig \| \| \| \| Herne S+U \| \| \| \| Herne Wanne-Eickel Hbf \| \| \| \| Gelsenkirchen Zoo \| \| \| \| Gelsenkirchen-Buer Süd \| \| \| \| Gladbeck Ost \| \| \| \| Gladbeck-Zweckel \| \| \| \| Bottrop-Feldhausen (Zugang nach Movie Park Germany) \| \| \| \| Dorsten \| |                     |                                                     |                                                     |
| |                     | Dortmund Hbf S+U                                    |                                                     |
| Bahnhof |                     | Dortmund-Huckarde Nord (U47 Huckarde Bushof)        | Dortmund-Huckarde Nord (U47 Huckarde Bushof)        |
| Bahnhof |                     | Dortmund-Rahm                                       | Dortmund-Rahm                                       |
| Bahnhof |                     | Dortmund-Kirchlinde/Marten                          | Dortmund-Kirchlinde/Marten                          |
| Bahnhof |                     | Dortmund-Lütgendortmund Nord                        | Dortmund-Lütgendortmund Nord                        |
| Bahnhof |                     | Dortmund-Bövinghausen                               | Dortmund-Bövinghausen                               |
| Bahnhof |                     | Castrop-Rauxel-Merklinde                            | Castrop-Rauxel-Merklinde                            |
| Bahnhof |                     | Castrop-Rauxel Süd                                  | Castrop-Rauxel Süd                                  |
| Bahnhof |                     | Herne-Börnig                                        | Herne-Börnig                                        |
| Bahnhof mit S-Bahn-Halt |                     | Herne S+U                                           | Herne S+U                                           |
| Bahnhof mit S-Bahn-Halt |                     | Herne Wanne-Eickel Hbf                              | Herne Wanne-Eickel Hbf                              |
| Bahnhof |                     | Gelsenkirchen Zoo                                   | Gelsenkirchen Zoo                                   |
| Bahnhof |                     | Gelsenkirchen-Buer Süd                              | Gelsenkirchen-Buer Süd                              |
| Bahnhof |                     | Gladbeck Ost                                        | Gladbeck Ost                                        |
| Bahnhof |                     | Gladbeck-Zweckel                                    | Gladbeck-Zweckel                                    |
| Bahnhof |                     | Bottrop-Feldhausen (Zugang nach Movie Park Germany) | Bottrop-Feldhausen (Zugang nach Movie Park Germany) |
| Kopfbahnhof Streckenende |                     | Dorsten                                             | Dorsten                                             |

Die Emschertal-Bahn RB 43 verbindet Dortmund über Gladbeck Ost mit Dorsten. Von 2006 bis Dezember 2015 wurde sie von der NordWestBahn betrieben, dann wurde der Betrieb im Rahmen der Ausschreibung von DB Regio übernommen.
Die RB 43 wurde bereits zum Fahrplanwechsel Dezember 2015 in den neuen Fahrplan integriert und ein zusätzlicher Zug in den Abendstunden angeboten.
Zugkreuzungen finden üblicherweise an den Stationen Gelsenkirchen Zoo und Castrop-Rauxel Süd statt. Trotz der Verfügbarkeit eines zweiten Gleises am Bahnsteig werden der Hauptbahnhof Wanne-Eickel und der Bahnhof Herne in beiden Richtungen an demselben Gleis angefahren, da das jeweils gegenüberliegende Gleis von der RB 46 (Wanne-Eickel) bzw. der S 2 (Herne) beansprucht wird.

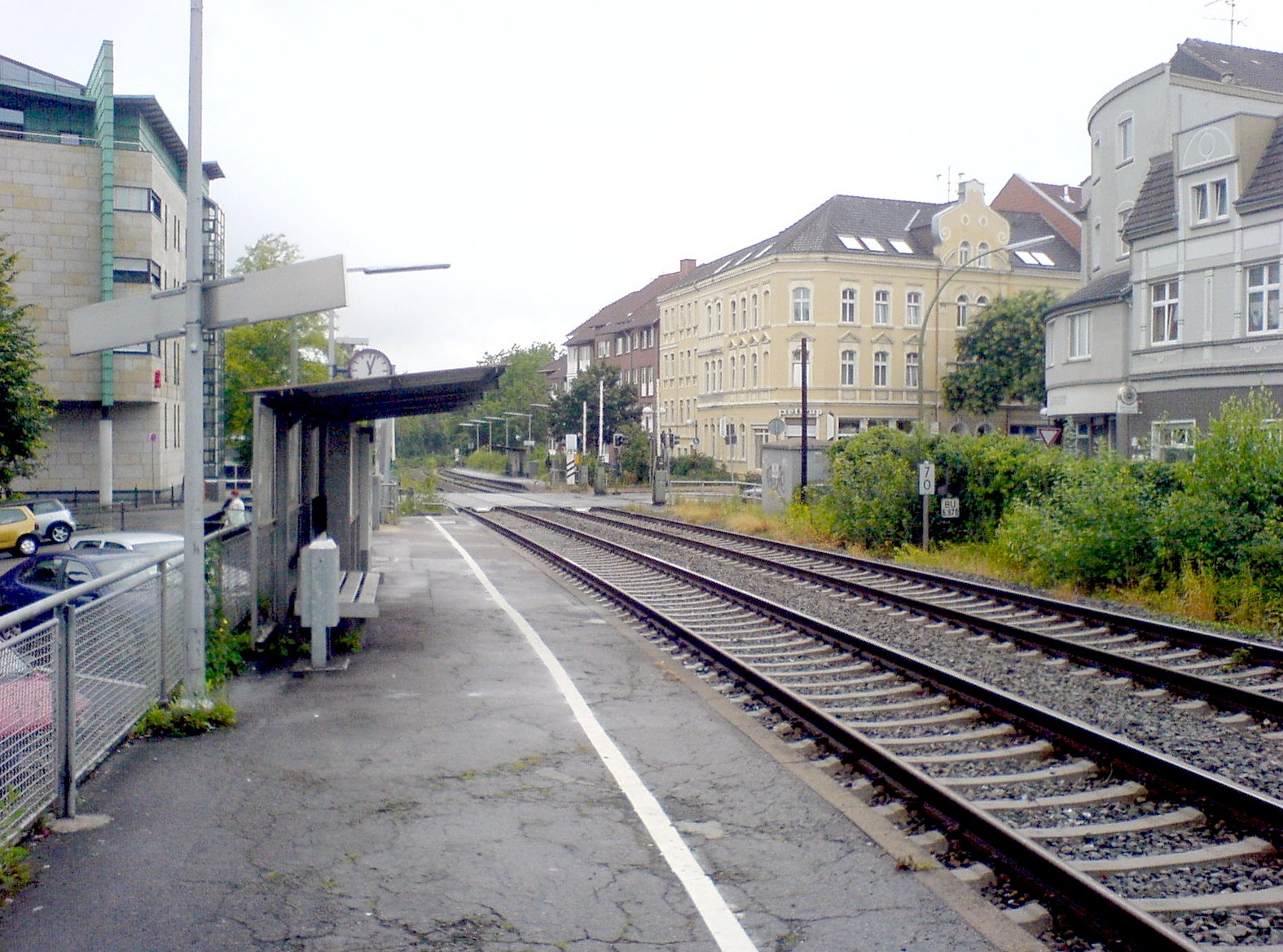
Bahnhof Castrop-Rauxel Süd im Zentrum von Castrop
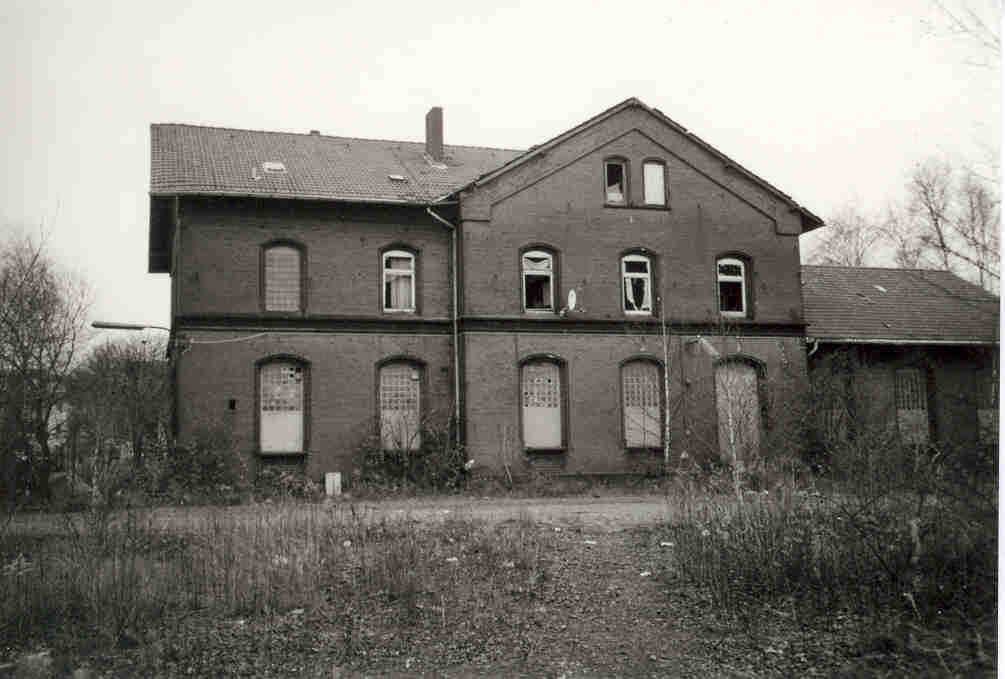
Ehemaliger Bahnhof Castrop der Emschertalbahn
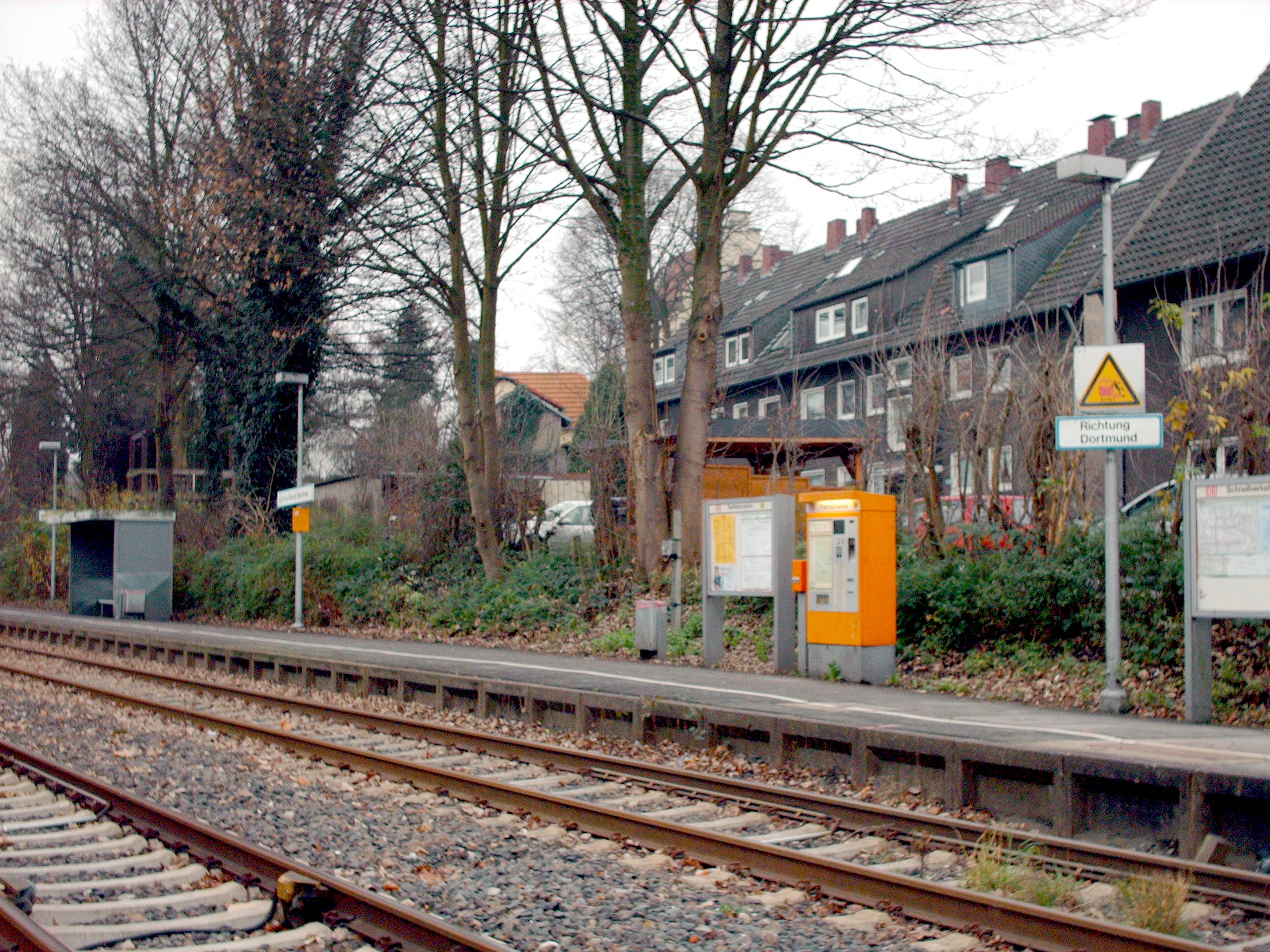
Haltepunkt Castrop-Rauxel-Merklinde

### Zugangebot
Dabei kamen zunächst Fahrzeuge der Baureihe 628 zum Einsatz, ab Juni 2016 Fahrzeuge der Baureihe 640. Gegenwärtig fahren Pesa-Link-Triebwagen.
An Werktagen benutzen durchschnittlich 3500 Fahrgäste die RB 43.

## RB 52 – Volmetal-Bahn
| Kursbuchstrecke (DB): | 434                 |                            |                                 |
| |                     |                            |                                 |
| Verkehrsunternehmen: | DB Regio NRW        |                            |                                 |
| Bundesland: | Nordrhein-Westfalen |                            |                                 |
| Zuglauf |                     |                            |                                 |
| \| \| \| Dortmund Hbf S+U \| \| \| \| \| Dortmund Signal-Iduna-Park \| (Zugang zu den Westfalenhallen) \| \| \| \| Dortmund Tierpark \| \| \| \| \| Dortmund-Kirchhörde \| \| \| \| \| Dortmund-Löttringhausen \| \| \| \| \| Herdecke-Wittbräucke \| \| \| \| \| Herdecke \| \| \| \| \| Hagen Hbf \| \| \| \| \| Hagen-Oberhagen \| \| \| \| \| Hagen-Dahl \| \| \| \| \| Hagen-Rummenohl \| \| \| \| \| Schalksmühle-Dahlerbrück \| \| \| \| \| Schalksmühle \| \| \| \| \| Lüdenscheid-Brügge \| \| \| \| \| Lüdenscheid \| \| |                     |                            |                                 |
| |                     | Dortmund Hbf S+U           |                                 |
| Bahnhof |                     | Dortmund Signal-Iduna-Park | (Zugang zu den Westfalenhallen) |
| Bahnhof |                     | Dortmund Tierpark          | Dortmund Tierpark               |
| Bahnhof |                     | Dortmund-Kirchhörde        | Dortmund-Kirchhörde             |
| Bahnhof |                     | Dortmund-Löttringhausen    | Dortmund-Löttringhausen         |
| Bahnhof |                     | Herdecke-Wittbräucke       | Herdecke-Wittbräucke            |
| Bahnhof |                     | Herdecke                   | Herdecke                        |
| Bahnhof mit S-Bahn-Halt |                     | Hagen Hbf                  | Hagen Hbf                       |
| Bahnhof |                     | Hagen-Oberhagen            | Hagen-Oberhagen                 |
| Bahnhof |                     | Hagen-Dahl                 | Hagen-Dahl                      |
| Bahnhof |                     | Hagen-Rummenohl            | Hagen-Rummenohl                 |
| Bahnhof |                     | Schalksmühle-Dahlerbrück   | Schalksmühle-Dahlerbrück        |
| Bahnhof |                     | Schalksmühle               | Schalksmühle                    |
| Bahnhof |                     | Lüdenscheid-Brügge         | Lüdenscheid-Brügge              |
| Kopfbahnhof Streckenende |                     | Lüdenscheid                | Lüdenscheid                     |

Die Volmetal-Bahn verbindet Dortmund über Hagen mit Lüdenscheid und verläuft auf ihrem Weg von Dortmund Hauptbahnhof zuerst über Teilabschnitte der Strecken Dortmund–Soest und Dortmund Süd–Düsseldorf-Derendorf. Von Hagen Hauptbahnhof bis Brügge befährt sie die Bahnstrecke Hagen–Dieringhausen. Danach gelangt sie über die Bahnstrecke Brügge–Lüdenscheid zum höher gelegenen Lüdenscheid.

### Zugangebot
Die Volmetal-Bahn fährt an allen Wochentagen im Stundentakt. Nur am Vormittag von Sonn- und Feiertagen besteht ein Zweistundenrhythmus.
Im Dezember 2017 wurde der Abschnitt zwischen Brügge und Meinerzhagen reaktiviert. Die Züge der RB 25 (Oberbergische Bahn) wurden zwischen Köln-Hansaring und Lüdenscheid zunächst (2017–2019) zweistündlich durchgebunden. Seit Dezember 2019 fährt die RB 25 zwischen Köln und Lüdenscheid im Stundentakt. Dafür wurde der Bahnhof Lüdenscheid-Brügge umgebaut, um an einem Zungenbahnsteig den Anschluss an die RB 52 nach Dortmund bzw. an die RB 25 nach Köln herzustellen.

### Planung
An Samstagen und Sonntagen soll die Volmetalbahn eine Stunde früher als bisher von Lüdenscheid nach Hagen verkehren. Außerdem strebt der Märkische Kreis für die Zukunft einen 30-Minuten-Takt von Lüdenscheid über Hagen nach Dortmund an, da der Haltepunkt Lüdenscheid der nachfragestärkste Halt ist.

## RB 53 – Ardey-Bahn
| Kursbuchstrecke (DB): | 433                 |                               |                                        |
| |                     |                               |                                        |
| Verkehrsunternehmen: | DB Regio NRW        |                               |                                        |
| Bundesland (D): | Nordrhein-Westfalen |                               |                                        |
| Zuglauf |                     |                               |                                        |
| \| \| \| Dortmund HBF S+U \| \| \| \| \| Dortmund Signal-Iduna-Park \| (Zugang zu den Westfalenhallen) \| \| \| \| Dortmund-Hörde U \| \| \| \| \| Dortmund-Aplerbeck Südbahnhof \| (Zugang zum Bus nach Dortmund Airport) \| \| \| \| Schwerte (Ruhr) Hbf \| \| \| \| \| Schwerte-Ergste \| \| \| \| \| Iserlohn-Hennen \| \| \| \| \| Iserlohn-Kalthof \| \| \| \| \| Iserlohn Iserlohnerheide \| \| \| \| \| Iserlohn Zentrum \| \| |                     |                               |                                        |
| |                     | Dortmund HBF S+U              |                                        |
| Bahnhof |                     | Dortmund Signal-Iduna-Park    | (Zugang zu den Westfalenhallen)        |
| Bahnhof |                     | Dortmund-Hörde U              | Dortmund-Hörde U                       |
| Bahnhof |                     | Dortmund-Aplerbeck Südbahnhof | (Zugang zum Bus nach Dortmund Airport) |
| Bahnhof |                     | Schwerte (Ruhr) Hbf           | Schwerte (Ruhr) Hbf                    |
| Bahnhof |                     | Schwerte-Ergste               | Schwerte-Ergste                        |
| Bahnhof |                     | Iserlohn-Hennen               | Iserlohn-Hennen                        |
| Bahnhof |                     | Iserlohn-Kalthof              | Iserlohn-Kalthof                       |
| Bahnhof |                     | Iserlohn Iserlohnerheide      | Iserlohn Iserlohnerheide               |
| Kopfbahnhof Streckenende |                     | Iserlohn Zentrum              | Iserlohn Zentrum                       |

Die Ardey-Bahn verbindet Dortmund über Schwerte mit Iserlohn.
Die Ardey-Bahn RB 53 folgt dem gesamten Verlauf der Ardeybahn genannten Strecke.

### Zugangebot

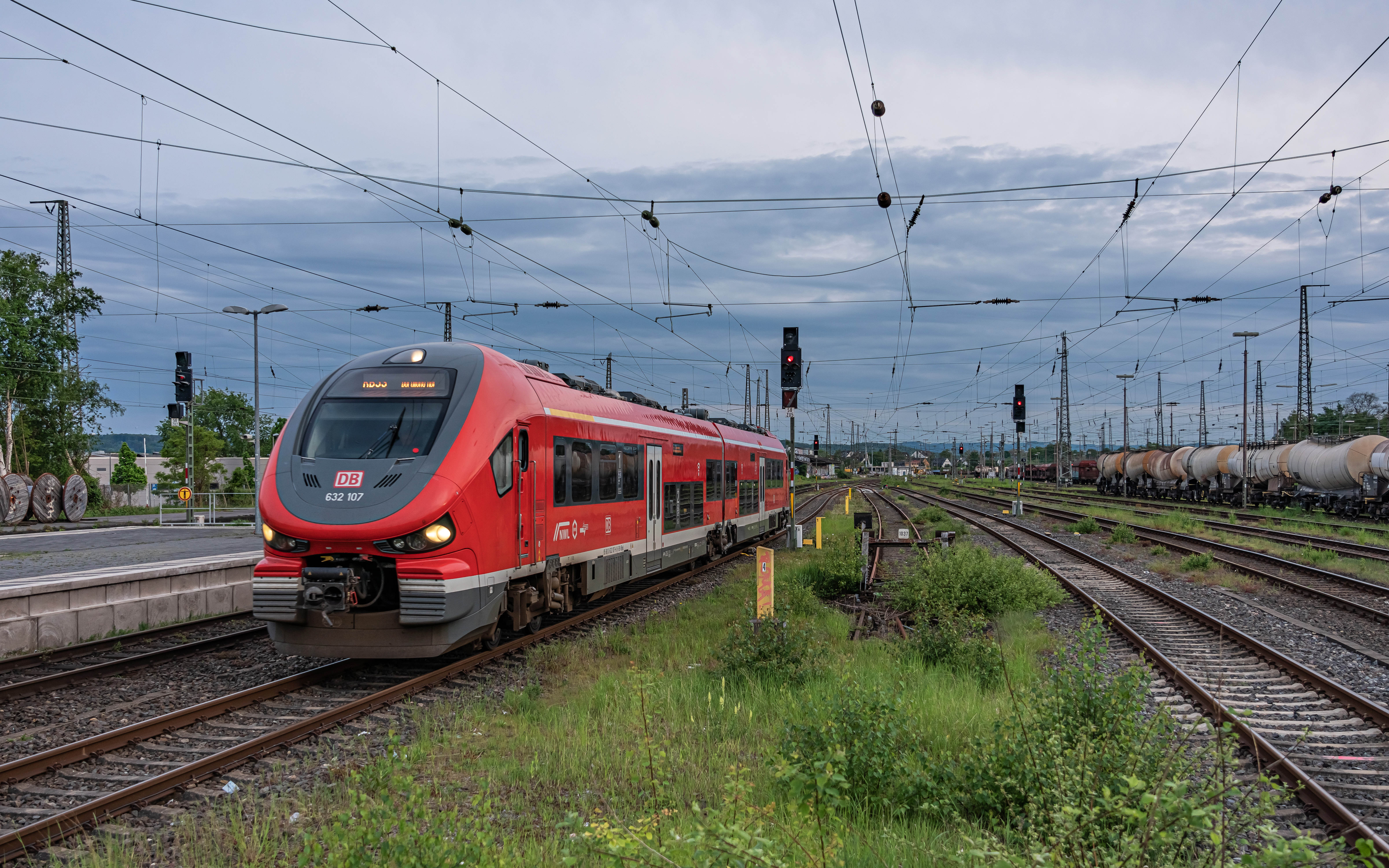
RB 53 im Bahnhof Schwerte (Ruhr)

Die Ardey-Bahn fährt unter der Woche im Halbstundentakt, am Wochenende im Stundentakt.

## RB 54 – Hönnetal-Bahn
| Kursbuchstrecke (DB): | 437                 |                                 |                                 |
| |                     |                                 |                                 |
| Verkehrsunternehmen: | DB Regio NRW        |                                 |                                 |
| Bundesland (D): | Nordrhein-Westfalen |                                 |                                 |
| Zuglauf |                     |                                 |                                 |
| \| \| \| Unna (Westfalen) \| \| \| \| Fröndenberg an der Ruhr Frömern \| \| \| \| Fröndenberg an der Ruhr Ardey \| \| \| \| Fröndenberg an der Ruhr \| \| \| \| Menden (Westf.) Bösperde \| \| \| \| Menden (Westfalen) \| \| \| \| Menden (Westfalen) Süd \| \| \| \| Menden (Westf.) Lendringsen \| \| \| \| Balve-Binolen \| \| \| \| Balve-Volkringhausen \| \| \| \| Balve-Sanssouci \| \| \| \| Balve \| \| \| \| Balve Garbeck \| \| \| \| Neuenrade-Küntrop \| \| \| \| Neuenrade \| |                     |                                 |                                 |
| |                     | Unna (Westfalen)                |                                 |
| Bahnhof (Strecke außer Betrieb) |                     | Fröndenberg an der Ruhr Frömern | Fröndenberg an der Ruhr Frömern |
| Bahnhof (Strecke außer Betrieb) |                     | Fröndenberg an der Ruhr Ardey   | Fröndenberg an der Ruhr Ardey   |
| Bahnhof (Strecke außer Betrieb) |                     | Fröndenberg an der Ruhr         | Fröndenberg an der Ruhr         |
| Bahnhof |                     | Menden (Westf.) Bösperde        | Menden (Westf.) Bösperde        |
| Bahnhof |                     | Menden (Westfalen)              | Menden (Westfalen)              |
| Bahnhof |                     | Menden (Westfalen) Süd          | Menden (Westfalen) Süd          |
| Bahnhof |                     | Menden (Westf.) Lendringsen     | Menden (Westf.) Lendringsen     |
| Bahnhof |                     | Balve-Binolen                   | Balve-Binolen                   |
| Bahnhof |                     | Balve-Volkringhausen            | Balve-Volkringhausen            |
| Bahnhof |                     | Balve-Sanssouci                 | Balve-Sanssouci                 |
| Bahnhof |                     | Balve                           | Balve                           |
| Bahnhof |                     | Balve Garbeck                   | Balve Garbeck                   |
| Bahnhof |                     | Neuenrade-Küntrop               | Neuenrade-Küntrop               |
| Kopfbahnhof Streckenende |                     | Neuenrade                       | Neuenrade                       |

Die Hönnetal-Bahn verbindet Unna über Fröndenberg mit Neuenrade.
Die Hönnetal-Bahn RB 54 folgt der Bahnstrecke Fröndenberg–Unna, der Bahnstrecke Letmathe–Fröndenberg und der Hönnetalbahn.

### Zugangebot
Die Hönnetal-Bahn fährt an allen Wochentagen im Stundentakt. Nur an Sonntagen besteht zwischen Menden und Neuenrade ein Zweistundentakt.
Seit Dezember 2016 wird die Bedienung wieder auf die Abschnitte Unna–Menden und Fröndenberg–Neuenrade unterteilt. Damit bekommt Menden ein erweitertes Fahrplanangebot an Zügen in Richtung Fröndenberg beziehungsweise Hagen/Dortmund.
Außerdem wird die Fahrplanlage beider Abschnitte um 30 Minuten gedreht, um dann den Anschluss der RB 54 zwischen Neuenrade und Fröndenberg an den RE 57 mit Hauptrichtung Dortmund herzustellen.
Der Streckenabschnitt Unna–Fröndenberg kann seit Sommer 2022 nicht befahren werden und ein Schienenersatzverkehr ist eingerichtet. Der Grund sind Schäden am Bahndamm durch Dachse.

## RE 57 – Dortmund-Sauerland-Express
| Kursbuchstrecke (DB): | 435, 438            |                        |                        |
| |                     |                        |                        |
| Verkehrsunternehmen: | DB Regio NRW        |                        |                        |
| Bundesland (D): | Nordrhein-Westfalen |                        |                        |
| Zuglauf |                     |                        |                        |
| \| \| \| Dortmund Hbf S+U \| \| \| \| \| Dortmund-Hörde U \| \| \| \| \| Fröndenberg \| \| \| \| \| Wickede (Ruhr) \| \| \| \| \| Arnsberg Neheim-Hüsten \| \| \| \| \| Arnsberg (Westf.) \| \| \| \| \| Oeventrop \| \| \| \| \| Meschede Freienohl \| \| \| \| \| Meschede \| \| \| \| \| Bestwig \| \| \| \| \| \| \| \| \| \| Bigge \| \| \| \| \| Siedlinghausen \| \| \| \| \| Silbach \| \| \| \| \| Winterberg (Westf.) \| \| \| \| \| \| \| \| \| \| Olsberg \| \| \| \| \| Brilon Wald \| \| \| \| \| Brilon Stadt \| \| |                     |                        |                        |
| |                     | Dortmund Hbf S+U       |                        |
| Bahnhof |                     | Dortmund-Hörde U       | Dortmund-Hörde U       |
| Bahnhof |                     | Fröndenberg            | Fröndenberg            |
| Bahnhof |                     | Wickede (Ruhr)         | Wickede (Ruhr)         |
| Bahnhof |                     | Arnsberg Neheim-Hüsten | Arnsberg Neheim-Hüsten |
| Bahnhof |                     | Arnsberg (Westf.)      | Arnsberg (Westf.)      |
| Bahnhof |                     | Oeventrop              | Oeventrop              |
| Bahnhof |                     | Meschede Freienohl     | Meschede Freienohl     |
| Bahnhof |                     | Meschede               | Meschede               |
| Bahnhof |                     | Bestwig                | Bestwig                |
| Verschwenkung von links · Verschwenkung von rechts |                     |                        |                        |
| Bahnhof · Strecke |                     | Bigge                  | Bigge                  |
| Bahnhof · Strecke |                     | Siedlinghausen         | Siedlinghausen         |
| Bahnhof · Strecke |                     | Silbach                | Silbach                |
| Kopfbahnhof Streckenende · Strecke |                     | Winterberg (Westf.)    | Winterberg (Westf.)    |
| Verschwenkung nach rechts |                     |                        |                        |
| Bahnhof |                     | Olsberg                | Olsberg                |
| Bahnhof |                     | Brilon Wald            | Brilon Wald            |
| Kopfbahnhof Streckenende |                     | Brilon Stadt           | Brilon Stadt           |

Der Dortmund-Sauerland-Express RE 57 verbindet Dortmund über Fröndenberg mit Winterberg (Westf) oder Warburg(Westf).
Der Dortmund-Sauerland-Express folgt dabei zunächst der Ardeybahn sowie der Oberen Ruhrtalbahn und dann abwechselnd der Bahnstrecke Nuttlar–Frankenberg oder der Almetalbahn.

### Zugangebot
Der Dortmund-Sauerland-Express fährt an allen Wochentagen im Stundentakt von Bestwig und teilweise abwechselnd aus Winterberg (Westf) oder Brilon Stadt in das Oberzentrum im Ruhrgebiet.
Am Wochenende ist für den Freizeitverkehr die Fahrplanlage verschoben und weicht vom 30-min-Takt auf der Oberen Ruhrtalbahn ab. Damit wird eine stündliche Bedienung der eingleisigen Strecke Bestwig-Winterberg mit einer Kreuzung in Siedlinghausen erreicht. Zwischen Bestwig und Brilon besteht am Wochenende ein zweistündlicher Pendelverkehr für den Anschluss an den RE Dortmund-Winterberg.
Nach Reaktivierung der Bahnstrecke Korbach-Frankenberg wurde der Fahrplan im September 2015 im Bereich Brilon / Brilon Wald / Bestwig verändert. Somit bekam die Kurhessenbahn übergangsweise mit ihrer Linie R 42 (nunmehr RB 97) Marburg–Brilon/Bestwig einen Anschluss an den RE 57 nach Dortmund. Die teils ungünstige Anschlusssituation und Gleisbelegung in Brilon Wald konnte erst verbessert werden, als von der Kurhessenbahn im Dezember 2017 eine weitere Kreuzungsmöglichkeit in Viermünden verwirklicht wurde.
Mit dem Fahrplanwechsel im Dezember 2016 wurde auch am Wochenende ein einheitlicher 30-min-Takt zwischen Bestwig und Fröndenberg durch Überlagerung der beiden im Stundentakt verkehrenden Regionalexpress-Linien RE 17 und RE 57 hergestellt. Dazu wurde der Haltepunkt Bigge wieder zum Kreuzungsbahnhof ausgebaut. Somit findet auch werktags ein Stundentakt zwischen Bestwig und Winterberg mit Zugkreuzung in Bigge statt.

## Tarife
Für das Sauerland-Netz gelten folgende regionalen Tarife: Verkehrsverbund Rhein-Ruhr (Dortmund/Hagen), Westfalentarif (zuvor: Verkehrsgemeinschaft Ruhr-Lippe (Sauerland/Ruhr-Lippe-Tarif)) und der NRW-Tarif.